# Asphyxie
Die Asphyxie (von altgriechisch ἀσφυξία asphyxía „kein Puls“, fachsprachlich früher auch Asphyxia „Pulslosigkeit“, „schwere Atemstörung“) ist eine stark verringerte bis fehlende Atmung, durch die der Körper nicht mehr genug Sauerstoff aufnehmen und Kohlenstoffdioxid abatmen kann. Ohne Therapie kommt es zum Erstickungstod.

## Wirkzusammenhang
Ursachen können ein Herz-Kreislauf-Versagen, eine Atemlähmung oder eine Verlegung der Atemwege sein. Der fehlende Gasaustausch führt zum Abfall des Blutsauerstoffs (Hypoxämie) und so zum Rückgang des Sauerstoffpartialdrucks im arteriellen Blut und im Gewebe (Hypoxie), was an der zentralen Zyanose, dem Blauanlaufen der Haut und Schleimhäute, sichtbar wird. Zudem sammelt sich nicht abgeatmetes Kohlenstoffdioxid im Gewebe und Blut (Hyperkapnie), was als so genannte Kohlenstoffdioxidnarkose zu quantitativen Bewusstseinsstörungen und Koma führt, wenn die Ursachen nicht beseitigt werden.
Die Asphyxie ist ein Notfall, der zwingend das Einleiten von Wiederbelebungsmaßnahmen erfordert.

## Asphyxien bei Föten und Geburten
Als fetale oder intrauterine Asphyxie wird eine Unterversorgung des Fötus mit Sauerstoff durch die Nabelvene bezeichnet, etwa bei Plazentainsuffizienz oder Nabelschnurvorfall.
Die Asphyxia neonatorum wird beim Neugeborenen beschrieben. Je nach Dauer und Stärke unterscheidet man dabei die Asphyxia livida (Zyanose, Schnappatmung, P21.1; auch „blauer Scheintod“ genannt), die meist erfolgreich mit üblichen Weckmethoden behandelt werden kann, oder als prognostisch ungünstige Asphyxia pallida („weißer Scheintod“, P21.0). Die postnatale Asphyxie stellt ein anfallweises Geschehen beim Neugeborenen dar, das insbesondere bei Frühgeborenen mit ungenügender Lungenreifung auftritt.

## Traumatische Asphyxie
Die traumatische Asphyxie oder auch das Perthes-Syndrom ist eine Verletzung mit hoher Sterblichkeit, die durch ein anhaltendes starkes Zusammendrücken des Brustkorbes – beispielsweise durch Verschüttung – hervorgerufen wird. Durch den Druck wird Blut aus dem Brustkorb in Kopf und Hals gepresst. Die Folge können blau-rote Verfärbungen im Hals- und Kopfbereich, Einblutungen unter die Haut und blutunterlaufene Augen, Sehstörungen bis zur Erblindung, Gehirnblutungen oder ein Hirnödem sein. Durch die massive Gewalteinwirkung kommt es häufig zu weiteren Verletzungen im Brust- und Bauchbereich.
Asphyxie bei Massenpanik:
Eine spezielle Form der traumatischen Asphyxie ist die Kompressionsasphyxie, etwa im Rahmen einer Massenpanik, wie sie in Fußballstadien, bei religiösen Festen oder Konzerten vorkommt. Dabei führt die extreme Enge in der Menschenmenge dazu, dass sich der Brustkorb nicht mehr in dem Maße ausdehnen kann, wie es für das Atmen erforderlich ist.